# Фоли (аэропорт)
Муниципальный аэропорт Фоли (англ. Foley Municipal Airport), (FAA LID: 5R4) — коммерческий аэропорт, расположенный в шести километрах к северо-западу от центральной части города Фоли (округ Болдуин, Алабама, США). Аэропорт находится в собственности города Фоли.

## Операционная деятельность
Муниципальный аэропорт Фоли занимает площадь в 42 гектара, расположен на высоте 23 метров над уровнем моря и эксплуатирует одну взлётно-посадочную полосу:
- 18/36 размерами 1128 х 23 метров с асфальтовым покрытием.

За период с 8 марта 2007 года по 8 марта 2008 года муниципальный аэропорт Фоли обработал 24 700 операций взлётов и посадок самолётов (в среднем 67 операций ежедневно), все рейсы в указанном периоде выполнялись авиацией общего назначения.